# Ljoebov Aleksandrova
Ljoebov Aleksandrova (Russisch: Любовь Александрова) (Olyanersk, 13 december 1960), is een Russisch voormalig professioneel basketbalspeler die uitkwam voor het nationale team van de Sovjet-Unie. Ze werd Meester in de sport van de Sovjet-Unie, Internationale Klasse.

## Carrière
Aleksandrova speelde voor Adis Jerevan in de tijd van de Sovjet-Unie. Na het uiteenvallen van de Sovjet-Unie in december 1991, speelde Aleksandrova met ADIS in de Ronchetti Cup onder de vlag van Armenië.
Met Sovjet-Unie won ze één keer goud op het Europees Kampioenschap in 1989.

## Erelijst
- Europees Kampioenschap: 1
  - Goud: 1989